# Diploglossus delasagra
Diploglossus delasagra är en ödleart som beskrevs av  Jean Theodore Cocteau 1838. Diploglossus delasagra ingår i släktet Diploglossus och familjen kopparödlor.
Arten förekommer i Kuba, med undantag av den östliga halvön samt på tillhörande öar. Habitatet utgörs av skogar, angränsande landskap, trädodlingar och trädgårdar. Honor lägger ägg.
I viss mån påverkas beståndet negativt av landskapsförändringar och betesdjur. På Zapatahalvön inrättades ett biosfärområde och det finns flera andra skyddszoner. IUCN listar arten som livskraftig (LC).

## Underarter
Arten delas in i följande underarter:
- D. d. delasagra
- D. d. nigropunctatus